# المرقش الأصغر
المُرَقِّشُ الأصْغَر هو لقب، واسمه ربيعة بن سفيان بن سعد بن مالك، وقيل أنَّ اسمه عمرو بن حَرملة بن سعد بن مالك، وهو أحد المتيَّمين، كان شاعرًا جاهليًا من أهل نجد. وجده سعد بن مالك، وعمه المرقش الأكبر، وابن أخيه هو طرفة بن العبد. كان من سادات قومه ومن المُشاركين في حرب البسوس. يُوصف المرقّش الأصغر بأنه كان «جميلًا وعاشقًا مغامرًا قليل الغيرة»، وعرّف بقصة غرامه الطويلة مع فاطمة بنت المنذر الثالث ملك الحيرة (514 - 554 ميلاديًا) وأخت عمرو بن المنذر (554 - 570 ميلاديًا)، ويُذكر أنه قطع إبهامه بأسنانه من حبه لها، حيث قال:
كان شاعرًا مشهورًا حسن الشعر، وقد برع في الغزل والخمر والحماسة والفخر. وكذلك كانت له أبيات في الحكمة والصداقة. أيضًا هو من شعراء جمهرة العرب، اختار له أبو زيد القرشي قصيدة في المنتقيات السبع واختار له المفضّل الضّبّي خمس قصائد في المفضليات. لم يُعرف شيء عن ديانته، وكان لويس شيخو قد عدّه من شعراء النصرانية قبل الإسلام. تُوفي حوالي عام 570 ميلاديًا، المُوافق 50 قبل الهجرة. وتذكر المصادر أنَّ عمره كان 60 عامًا تقريبًا.
من قصائده: «ألا يا اسلمي لا صرم لي اليوم فاطما»، «وأحسن سعد في الذي كان بيننا»، «ويسبق مطرودا ويلحق طارداً»، «شرق العبير بجيدها وحماطة»، «أمن رسم دار ماء عينيك يسفح»، «الزق ملك لمن كان له»، «آذنت جارتي بوشك رحيل»، «لابنة عجلان بالجو رسوم»، «فسقى ديارك غير مفسدها».
يَضرب فيه المثل، فيقال «أتيم من المرقش»، ويُقصد المرقش الأصغر. وإذا قيل «المرقشان» فيُقصد المرقش الأكبر والمرقش الأصغر. يُوجد كتاب بعنوان «ديوان المرقشين» من تحقيق كارين صادر وضحّت فيه العديد من التفاصيل حول حياة المرقش الأكبر والمرقش الأصغر، خصوصًا في ظل الخلط الحاصل بين الأكبر والأصغر، ووصفت الأمر «فالقدماء كانوا ينسبون ما للأكبر للأصغر والعكس، وتلافيًا للخلط، كانوا أحيانًا يكتفون بذكر: «المرقِّش» فقط، ويتركون للقارئ أمر التخمين والوقوع في الخطأ، أو المتسك بالصواب مصادفة».

## وصلات خارجية
- المرقش الأصغر على موقع بوابة الشعراء.
- المرقش الأصغر على موسوعة الديوان الشعرية.